# Втеча від правосуддя
«Втеча від правосуддя» (фр. «Flight from Justice») — канадський телефільм 1993 року, знятий режисером Доном Кентом.

## Сюжет
Непрохідні канадські ліси надійно приховують вкрадені скарби та небажаних свідків. Туди, на допомогу своєму другові, поспішає колишній боксер, де й потрапляє під перехресний вогонь двох бандитських угруповань.

## У ролях
- Жан Рено — Чарлі Берт
- Кароль Лор — Енн Стівенс
- Брюс Бокслайтнер — Майкл Шафер
- Власта Врана — Натан
- Девід Френсіс — Перріш
- Джессі Левендел — Фред
- Джек Лангедійк — Джим
- Джейсон Кавальє — Лопес
- Джон Волш — Брегган
- Майкл Шерер — Джордан
- Ів Ланглуа — Авель
- Лінда І Сміт — Марта
- Пітер Колві — Дженкінс
- Кен Робертс — Димитрій
- Чіп Чіпка — Стім
- Мак Маккензі — Джо Оверолл
- Філіп Шейтіон — епізод
- Андреас Апергіс — стрілок
- Мішель Перрон — кухар
- Денні Росснер — лікар
- Сем Стоун — шериф
- Альберт Парієнте — офіцер

## Знімальна група
- Режисери — Дон Кент, Джо Віча
- Сценаристи — Джо Амодіо, Еллісон Еркелен, Роберт Джеффріон, Філіп Ніан, Сільвен Саада, Майк Сінклер
- Оператори — Жак Одрі, Джин Гай Бюро
- Композитори — Бруно Куле, Томас Гволтні
- Художник — Майкл Джой
- Продюсери — Брук Барроуз, Жюстіна Еру, Патрік Муан, Том Нотон, Денні Росснер, Майк Сінклер, Ніколя Валькур